# Gateway
Gateway (brána) je v informatice název aktivního zařízení (síťového uzlu), které má v počítačové síti nejvyšší postavení. Brána propojuje dvě sítě pracující s odlišnými komunikačními protokoly. Vykonává i funkci routeru (směrovače), a proto ji řadíme v posloupnosti síťových zařízení nad směrovač. Příkladem brány je počítač, který pomocí webové stránky přijme z Internetu zprávu, kterou odešle do mobilní GSM sítě v podobě SMS zprávy.
Označení default gateway (implicitní brána) označuje router (směrovač), přes který se stanice dostanou do vnější sítě (tj. obvykle do Internetu). Oba významy jsou často nesprávně zaměňovány.

## Funkce brány
První typem brány je brána pracující na aplikační úrovni (viz Referenční model ISO/OSI). Kromě výše zmíněného příkladu propojení GSM sítě a Internetu to jsou i brány mezi různými sítěmi pro zasílání zpráv (ICQ, Jabber, …) a podobně. Brána přijme celou zprávu, která se může skládat z mnoha menších částí (např. datagramů). Pak zprávu převede do formátu určeného pro cílovou síť a odešle. Bránu tak tvoří speciální program spuštěný na počítači, který je připojen do obou různých sítí (tj. například do Internetu pomocí síťové karty a do GSM sítě pomocí mobilního telefonu připojeného přes sériový port).
Druhým typem brány je brána pracující na transportní nebo síťové vrstvě. Tyto brány pracují na nižší síťové vrstvě, například přímo s datagramy. V tomto případě brána nedekóduje celou zprávu, ale jen transformuje datagramy jedné sítě do datagramů sítě druhé. Příkladem je tzv. SOCKS, kde dochází k přenosu datagramů TCP/IP přes síť, která TCP/IP nepodporuje. V takovém případě TCP/IP aplikace používá speciální subsystém, který zajistí doručení datagramů až k bráně pomocí jiného protokolu (např. IPX/SPX) a v bráně probíhá zpětný převod do protokolu TCP/IP a odeslání do cílového místa v Internetu. Převod pracuje samozřejmě oběma směry.

## Povolení přístupu pomocí brány

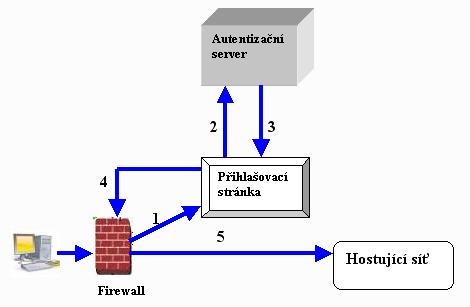
Autentizace přes webové rozhraní:
1. klient je vyzván k zadání přihlašovacích údajů
2. stránka odešle údaje na autentizační server
3. autentizační server odpoví, zda je uživatel známý nebo ne
4. pro oprávněného uživatele je firewall otevřen
5. klient bez omezení komunikuje

Některé počítačové sítě se chrání proti přímému přístupu cizích počítačů. Přinese-li si někdo do takové sítě notebook, musel by si nejprve zdlouhavě zajistit administrativní povolení, svůj počítač složitě konfigurovat (viz IEEE 802.1X), instalovat doplňující software a podobně. Z tohoto důvodu může být přístup ke zdrojům takové sítě omezen pomocí speciální brány.
Připojí-li se do sítě neznámý počítač (neznámá IP adresa, MAC adresa a podobně), je veškerý jeho provoz přesměrován na bránu (např. pomocí VLAN). Ve spolupráci s webovým prohlížečem, který je dnes součástí výbavy většiny počítačů, umožní brána na základě znalosti uživatelského jména a hesla autentizaci. Po úspěšné autentizaci zajistí brána rekonfiguraci síťových prvků, které odblokují přístup připojeného počítače.